# Кенаси в Євпаторії
Караїмські кена́си в Євпато́рії розташовані на вулиці Караїмській. Храмовий комплекс кримських караїмів (караїв) займає 0,25 га і складається з будівлі Великої і Малої кенаси (молитовних будинків), будівлі релігійної школи (мідраш), благодійної їдальні, господарського подвір'я і декількох внутрішніх двориків (Виноградний, Мармуровий, Очікування молитви, Ритуальний, Меморіальний). Здавна Євпаторія була центром релігійного життя караїмів. З 1837 року — духовний центр караїмів Російської імперії.

## Історія комплексу кенаси
Комплекс кенас у складі Великої кенаси і Малої кенаси був побудований на початку XIX століття за проектом Самуїла і Соломона Бабовичів. У 1805 році було закінчено зведення Великої соборної кенаси, а в 1815 році на місці зношеного караїмського храму XVI століття споруджено будинок Малої кенаси.
Обидві кенаси являють собою двостінні будівлі зального типу з вікнами, розташованими у два рівні. У Великій кенасі верхній ряд вікон має стрілчасте завершення, в Малій — напівкругле. Північні фасади обрамлені заскленими арочними галереями-верандами («азара»), де чекали початку служби старійшини громади. Входи в будівлі виконані у формі стрілчастих арок, прикрашених різьбою на камені. Покрівля будівель — черепична чотирьохскатна.
В 1859 році на честь відвідування кенас імператором Олександром I був встановлений мармуровий обеліск.
У 1927 році обидва храму були закриті. У 1942 році, під час німецької окупації, була відкрита Мала кенаса, тоді ж у Великій кенасі був відтворений музей караїмів. Останнє закриття храму відбулося в 1959 році.
У різні роки в будівлях комплексу розташовувалися різні радянські установи: антирелігійний музей, курси медсестер, спортивні секції, дитячий сад, бюро технічної інвентаризації, краєзнавчий музей.
З 1991 року лідером Євпаторійської караїмської релігійної громади є Віктор Захарович Тіріяки. За його ініціативою було створено фонд відбудови Малої кенаси в Євпаторії. У 1998–1999 рр. він керував будівельними роботами з відновлення пам'ятки.
13 вересня 2005 року кенаса знову відкрита.
У 2007 році була закінчена реставрація мармурового обеліска, на верхівці якого після тривалої відсутності був відновлений двоголовий орел з позолотою.
Комплекс кенас — пам'ятник архітектури XVIII ст. державного значення. Нині в ньому проводяться екскурсії, працює караїмська бібліотека «Карай-бітіклігі», а також розміщені невеликий музей караїмської культури та кафе караїмської кухні під назвою «Караман».

## Велика соборна кенаса

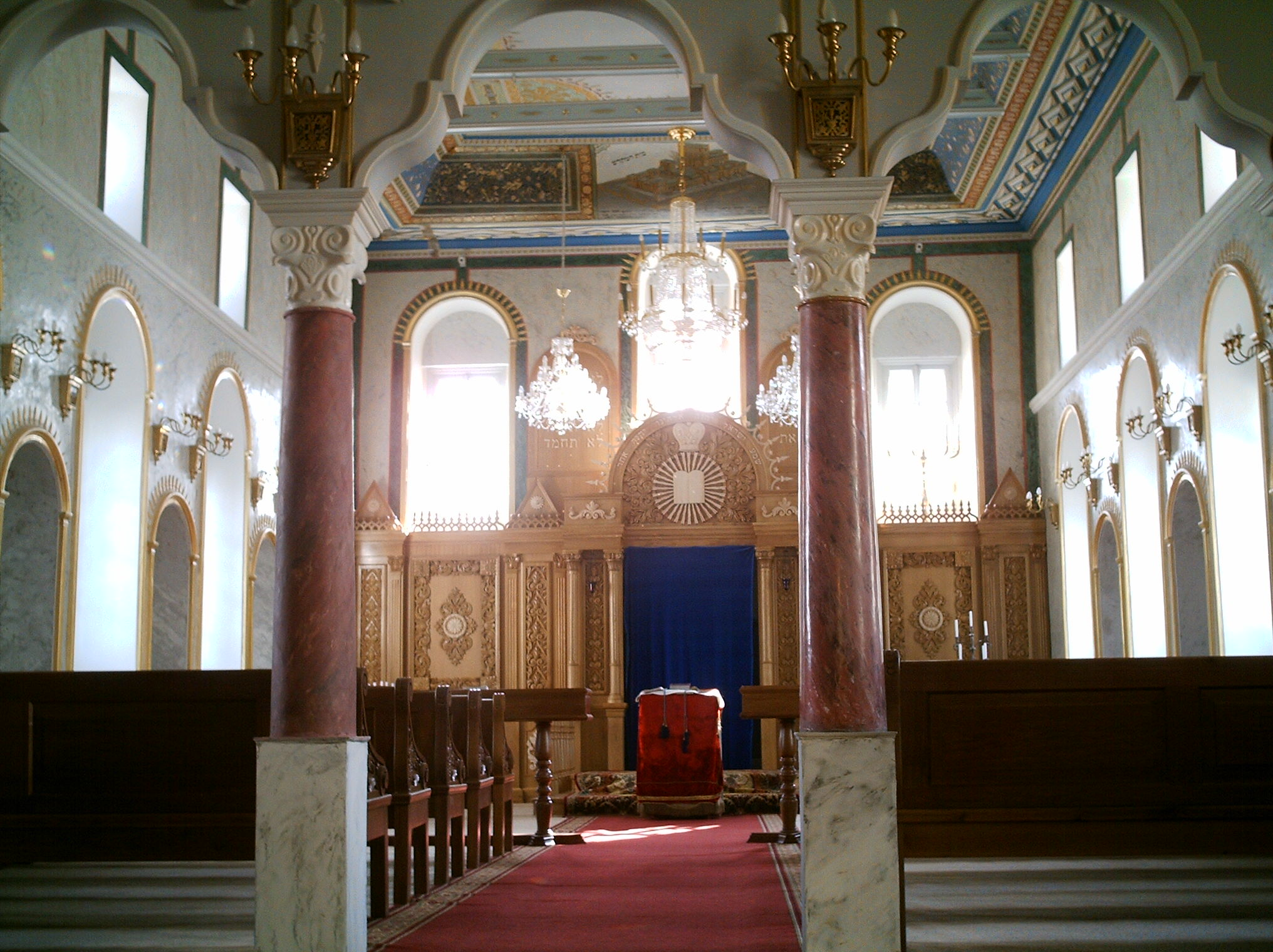
Інтер'єр Великої соборної кенаси

Побудована в 1805–1807 рр. Призначається для святкових богослужінь.
Знову відкрита 9 вересня 2005 року.

## Мала кенаса
Побудована в 1815 році.
Мала кенаса використовується для богослужіння в буденні дні і звичайні суботи.
Збереглися кам'яні сходи, які вели до окремого входу на заґратований балкон для караїмських жінок. Старовинний вівтар Малої кенаси раніше знаходився в караїмській кенасі міста Галич.
Будівля Малої кенаси було відновлено силами караїмів у 1999 році. Освячення відбулося 4 вересня 1999 року.

## Література

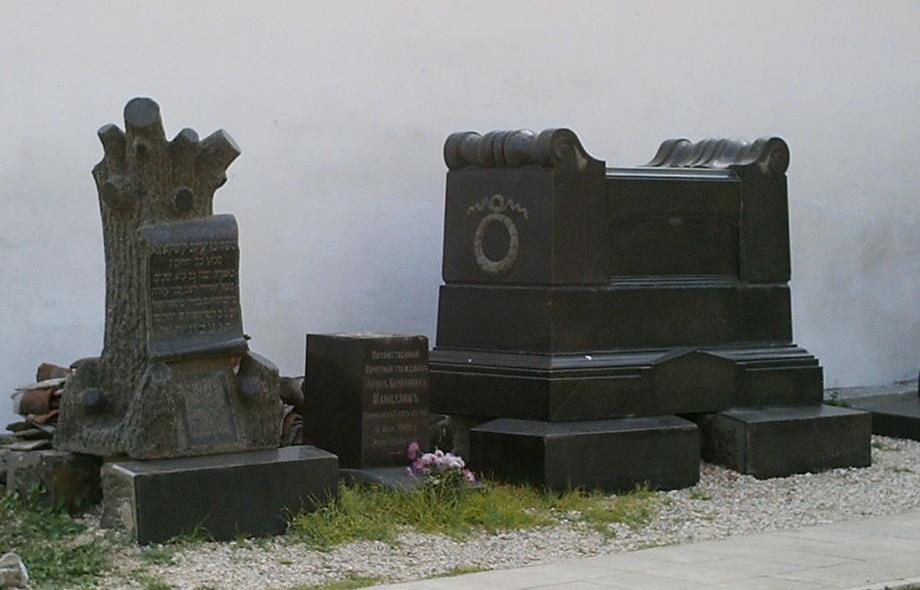
Караїмський лапідарій

## Газзани
| Ім'я                             | Роки життя     | Роки служіння        | Примітки                     |
| -------------------------------- | -------------- | -------------------- | ---------------------------- |
| Алти-Ока Аарон Авраамович        | 1797—1865      |                      | Старший газзан               |
| Бабаджан Авраам Ісаакович        | 1790—1855      |                      | Газзан Малої кенаса 12 років |
| Джигіт Соломон Юфудович          | 1874—?         | 1944—1946            | Газзан                       |
| Дубінський Сіма Хількієвич       | 1898—1902      |                      | Старший газзан               |
| Єльяшевич Борис Саадійович       | 1881—1971      | 1915—1929, 1946–1971 | Старший газзан               |
| Єфет Авраам Мойсейович           | 1833—1896      | 1865—1896            | Старший газзан               |
| Кальфа Рафаїл Якович             | ?—?            | 1941—1944            | Газзан                       |
| Катик Арон Ілліч                 | 1883—1942      | 1916—1922            | Старший газзан               |
| Луцький Авраам Йосип-Соломонович | 1793—1855      | 1844—1855            | Старший газзан               |
| Луцький Йосип-Соломон Мойсейович | 1768—1844      | 1803—1844            | Старший газзан               |
| Нейман Самуїл Мойсейович         | 1844—1916      | 1895—1916            | Молодший газзан              |
| Султанський Ісаак Мордехаєвич    | 1824—1899      |                      | Старший газзан               |
| Тіріяки Віктор Захарович         | народ. 1955 р. | з 1992 р.            | Газзан обох кенас            |

## Дворики

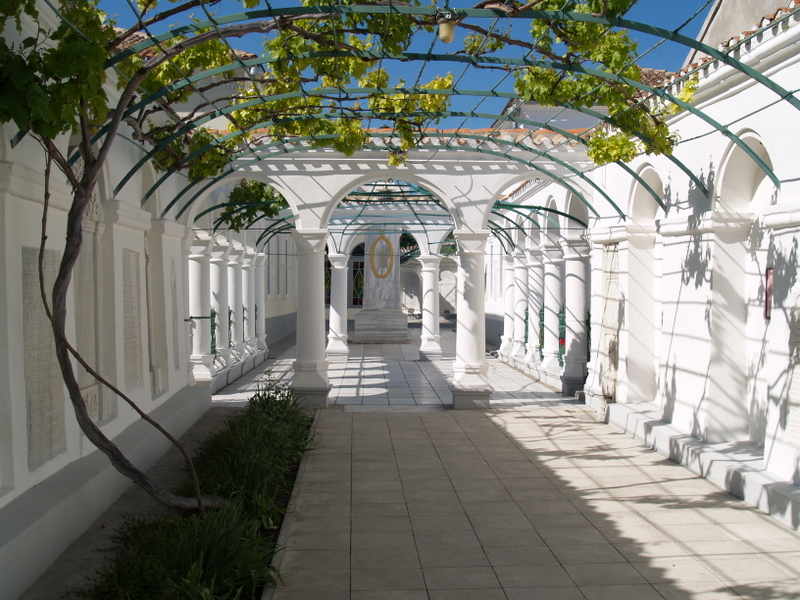
Дворик євпаторійської кенаси

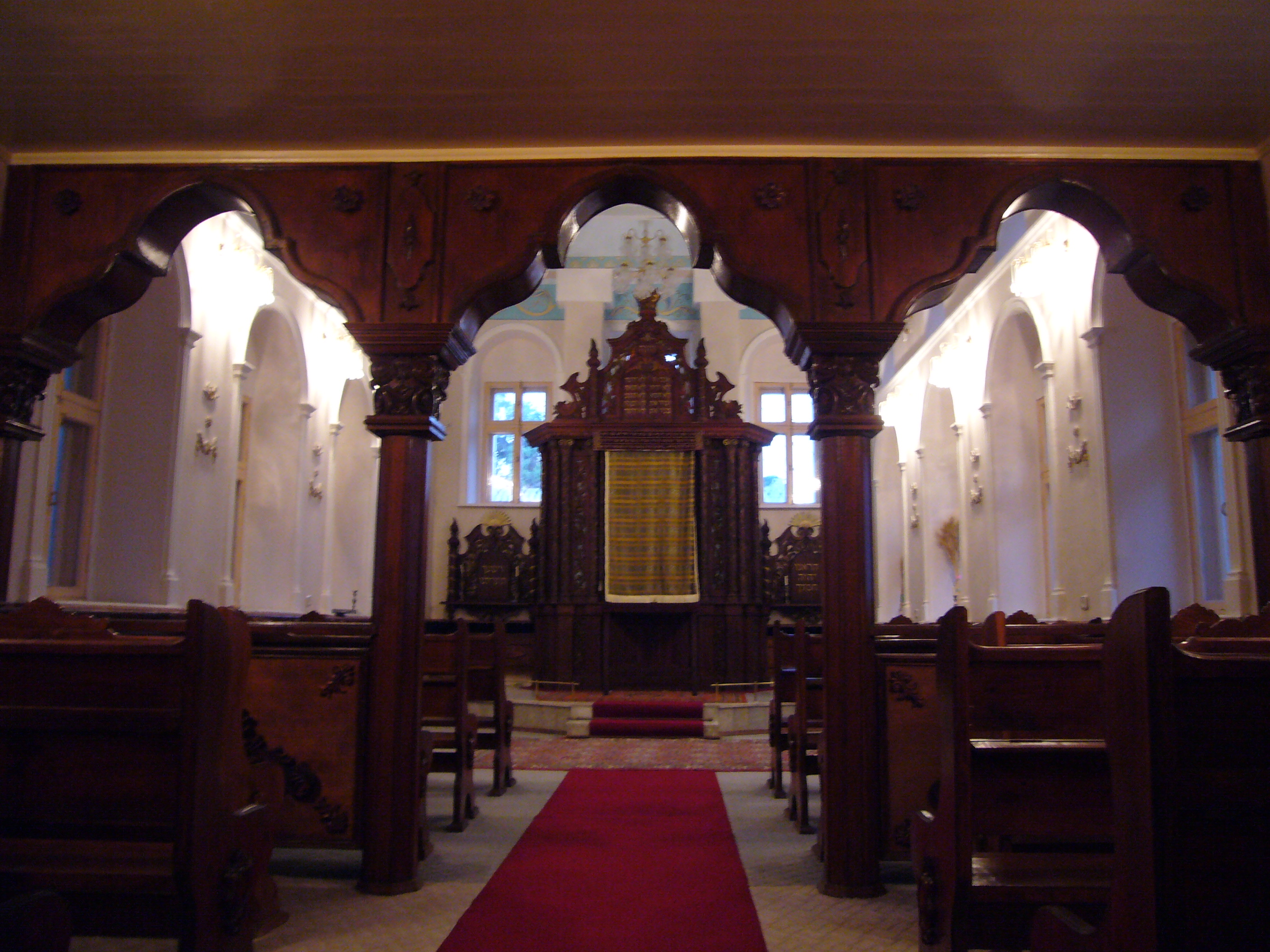
Інтер'єр Малої кенаси після реставрації

Між будівлями анфіладою розташовуються три дворика, де віруючі збиралися перед службою і проходили збори громади. Перший дворик починається від головного входу, пишний ренесансний портал якого з вигадливими кованими воротами був споруджений в 1900 році. Дворик нагадує коридор, обрамлений глухими аркадами. Над головою — альтанка, обплетена виноградом (найстарішій лозі — близько 150 років), в нішах і на пілонах плити з білого італійського мармуру з цитатами з Священного писання й іменами філантропів. У глибині дворика височіє мармуровий обеліск на згадку про відвідування кенаси імператором Олександр I. В одній із ніш — фонтан. Наступний, майже квадратний у плані, дворик обрамлений мармуровою аркадою і замощений мармуровими плитами, за ним дворик очікування з лавками, де знаходяться входи до храмів. Завершує ансамбль невеликий садок з металевою альтанкою. Тут ростуть кущі гранату, який вважається священною рослиною у караїмів, оскільки в кожному плоді граната міститься 613 зерен, що відповідає числу заповідей Тори.